# Die Jahreszeiten (Bichsel)
Die Jahreszeiten (1967) ist das zweite Buch und zugleich der einzige Roman von Peter Bichsel. «Die Jahreszeiten» ist keine seiner Kindergeschichten (1969), sondern ein für Erwachsene gedachtes Buch. Der Schreibstil ist aber weitgehend dieselbe typische Erzählart. Das weniger als hundert Seiten starke Werk wurde 2005/2006 in die Buchreihe namens Schweizer Bibliothek von Das Magazin aufgenommen. Für eine Lesung aus dem Manuskript erhielt Bichsel 1965 den Preis der Gruppe 47.

## Inhalt
In Peter Bichsels Roman «Die Jahreszeiten» gibt es zwei parallel verlaufende Geschichten, die einen gemeinsamen Bereich haben und sich so vermischen. Die eine Geschichte ist die eines Hauses, das 1927 erbaut worden ist und in dem der Ich-Erzähler mit seiner Familie in einer Wohnung lebt. Erzählt wird, wie das Haus altert und Renovationen nötig werden, wie ein Boiler ersetzt werden muss oder wie Ungeziefer die Dachverdeckung befällt und über viele alltägliche Dinge. Ebenfalls schreibt der Ich-Erzähler über die Bewohner des Hauses, hier kommt die zweite Geschichte ins Spiel. Während der Erzähler sein Zimmer beschreibt, bringt er die Rede auf einen Wasserkrug, der auf einer Kommode steht. Dieser Wasserkrug existiert jedoch nicht so, wie der Erzähler ihn beschreibt, aber er könnte so existieren. Nun gibt der Erzähler dem Wasserkrug eine Geschichte, die durchaus wahr sein könnte. Mittels dieser Geschichte lernt der Leser Kieninger kennen, eine Figur des Erzählers, die ihm den Wasserkrug gebracht hat.
Kieninger ist das Hauptelement der zweiten Geschichte. Der Erzähler sucht nach einer Geschichte, die zu ihm passt, damit er sie für den Leser aufschreiben kann. Nun sieht sich der Erzähler vor ein Problem gestellt: er findet keine richtige Geschichte für Kieninger, eine Geschichte die zu seiner Person passt. Dies erweist sich als sehr schwierig, da Kieninger je länger je wirklicher wird. Der Ich-Erzähler will Kieninger loswerden: Er fürchtet ihn, fürchtet seinen Zorn. Er will ihn vergessen, will vergessen, dass es Kieninger gibt. Damit muss er nun eine Geschichte zu Ende bringen, die es nicht gibt. Diese Herausforderung muss der Erzähler nun meistern und damit entwickelt der Autor eine ganz neue Theorie des Schreibens, die dem Autor selbst misstraut. Der Roman enthält eine versteckte Theorie über das Schreiben, die gleichzeitig auch der Schlüssel für das Verständnis desselben ist. 

## Die Hauptfiguren

### Ich-Erzähler
Der Ich-Erzähler ist eine Figur, welche in seinem Haus an seinem Schreibtisch sitzt und Geschichten schreibt. Er beginnt, neue Geschichten zu erfinden und schreibt schlicht und einfach «Wahrscheinliches». Als er die Figur Kieninger erfindet, beginnt seine Lage sich zu verändern, denn Kieninger verhält sich nicht wie andere Figuren. Im Laufe des Romans gewinnt der Erzähler, der eine erstaunliche Ähnlichkeit mit Peter Bichsel selbst aufweist, neue Erkenntnisse über das Erzählen an sich. Das Interessante ist, dass er sich selbst und dem Schreiben gegenüber kritisch wird und auch dem Schreiber selbst schliesslich eine gewisse Verantwortung über seine Erzählung zuweist. Der Ich-Erzähler entwirft eine neue Schreibtheorie, die Peter Bichsel durch das Beispiel des Ich-Erzählers in einen Roman integriert.

### Kieninger
Kieninger ist die wichtigste Figur neben dem Ich-Erzähler. Mit dieser Figur beginnt die Auseinandersetzung mit dem Schreiben. Diese Figur lässt sich nämlich nicht so einfach mit einer vom Erzähler erfundenen Geschichte abspeisen. Sie verfolgt den Erzähler in seinen Gedanken und lässt ihn nicht in Ruhe. Kieninger weist ebenfalls erstaunliche Ähnlichkeiten mit dem Ich-Erzähler – und damit mit dem Autor selbst – auf. Er ist zum Beispiel etwa gleich alt wie der Ich-Erzähler und verwirklicht einige Kindheitsträume des Erzählers, die dieser nie erleben konnte, weil sie zum Teil nur fiktiv sind.

## Strukturelemente
Der Text ist auf den ersten Blick absichtlich unstrukturiert. Es ist ein Fluss von Erzählungen, Erlebnissen und Wahrnehmungen des Ich-Erzählers. So wird aus dem Roman ein einziger «Gedankenfluss», in dem auch chaotische Gedanken, unlogische Situationen oder unwichtige Dinge geschildert werden. Ansonsten ist der Text unterteilt in acht Kapitel, allerdings hat diese Einteilung keine große Aussage. Einzig bemerkenswert ist, dass der Erzähler im Übergang der Kapitel neue Erkenntnisse gewinnt, diese aber nicht direkt verrät. Man muss diese Erkenntnisse aus dem Text herauslesen, denn auch wenn der Erzähler seine Gedanken aufschreibt, gibt er nicht die Anleitung zur Entschlüsselung derselben.

### Das Haus und Kieninger
Eine gewisse Strukturierung ist im Wechseln des Motivs zu erkennen. In einigen Parts ist das Haus das entscheidende Element, in anderen Kieninger. «Das Haus» als Motiv beinhaltete jegliche Beschreibungen von Bewohnern, Wänden, Gärten und Räumen. Dies sind Erzählungen, die auf der Wahrnehmung des Ich-Erzählers basieren. «Kieninger» ist als Motiv überall vertreten, wo der Erzähler von der Wirklichkeit abschweift. Kieninger ist die gedankliche Ebene des Erzählers, auf der er sich mit Ideen und Fantasien auseinandersetzt. Zum Teil sind die Unterschiede eindeutig zu erkennen, zum Teil ist es auch mit Kontext extrem schwierig zu erkennen, ob der Ich-Erzähler von etwas Realem oder von etwas Fiktivem spricht, vor allem in Bezug auf neu auftauchende Personen. 

### Die Jahreszeiten
Die Jahreszeiten tauchen in diesem Roman immer wieder auf und haben auch eine für die Aussage des Romans wichtige Rolle. Der Erzähler erwähnt sie nicht in gewissen Abständen oder gewissen Situationen, sie tauchen relativ willkürlich auf. Der Erzähler betrachtet die Jahreszeiten als etwas, das immer wieder kommt: Sommer, Herbst, Frühling, Winter. Im Kontrast zu all den Veränderungen die geschehen, bleiben die Jahreszeiten unveränderlich. Zum einen das Haus, das älter, neu gestrichen und umgebaut wird und damit veränderlich ist. Zum anderen ist da Kieninger, der noch viel unbeständiger ist als das Haus, da er eine Erfindung des Ich-Erzählers ist. Die Jahreszeiten sind ein unveränderliches Motiv, da sie grundsätzlich immer wiederkommen. Ob der Winter wärmer oder der Sommer verregnet wird – es kommt auf jeden Fall ein Winter und ein Sommer. Die Jahreszeiten sind so stark, dass sie auch imstande sind, zum Beispiel das Haus zu verändern. Sie beeinflussen auch Kieninger, der die Jahreszeiten nicht mag. Vielleicht weil die Jahreszeiten etwas haben, das er nicht hat – Beständigkeit.

## Zitate
- «Ich glaube der Sinn der Literatur liegt nicht darin, dass Inhalte vermittelt werden, sondern darin, dass das Erzählen aufrechterhalten wird. Weil die Menschen Geschichten brauchen, um überleben zu können. Sie brauchen Modelle, mit denen sie sich ihr eigenes Leben erzählen können.»

- «Formulieren ist für mich bereits ein Versuch, die Angst zu überwinden.»

## Buchausgaben
- Die Jahreszeiten. Luchterhand, Neuwied 1967 (Erstausgabe, Edition Otto F. Walter)
- Die Jahreszeiten. Rowohlt, Reinbek 1970, ISBN 3-499-11241-8 (Taschenbuch, rororo 1241)
- Die Jahreszeiten. Roman. Luchterhand, Darmstadt 1975, ISBN 3-472-61200-2 (Taschenbuch, SL 200)
- Die Jahreszeiten. Suhrkamp, Frankfurt am Main 1997, ISBN 3-518-39280-8 (Taschenbuch, st 2780)
- Die Jahreszeiten. Das Magazin, Zürich 2006, ISBN 3-905753-17-0 (Schweizer Bibliothek 17)